# FAB-9000
Die FAB-9000 (russisch ФАБ-9000) bezeichnet eine Fliegerbombe aus sowjetischer Produktion. FAB steht für Fugasnaja awiazionnaja bomba (Spreng-Fliegerbombe) und 9000 steht für die Gewichtsklasse der Bombe. Sie zählt zu den schwersten Bomben der Luftstreitkräfte der Sowjetunion bzw. der russischen Luft- und Weltraumkräfte.

## Entwicklung
Die FAB-9000 wurde Anfang der 1950er-Jahre entwickelt. Dieses Ursprungsmodell trug die Bezeichnung FAB-9000. Mitte der 1950er-Jahre wurde die Bombe modifiziert. Dieses Modell ersetzte die Vorgängerversion und trägt die Bezeichnung FAB-9000 M54. Außerhalb der Sowjetunion wurde die FAB-9000 im Irak produziert. Dort wird sie NASR-9000 bezeichnet.

## Technik
Die Bombe hat eine zylindrische, längliche Rumpfform, mit einem kreisrunden Querschnitt und einer ogivalen Spitze. Diese ist als Anti-Rikoschettkopf ausgebildet, um ein Wegrutschen auf der Erdoberfläche zu verhindern. Zum Bombenheck hin verjüngt sich der Rumpfdurchmesser. Am Heck befinden sich acht Stabilisierungsflügel, um die ein Boxwing angebracht ist. Die Spannweite beträgt 1504 mm. Der Bombenkörper besteht aus geschweißtem Stahl und ist mit 4297 kg TNT befüllt. In der Bombenspitze ist der Aufschlagzünder untergebracht. Es werden die Zünder WDW-1 oder WDW-2 verwendet. Weiter kann auch der AW-139-Verzögerungszünder verwendet werden, der im Heck verbaut wird. Die Bombenschlösser zur Befestigung am Flugzeug haben einen Abstand von 1000 mm.
Die Bombe kann aus einer Höhe von bis zu 16.000 m sowie mit einer maximalen Geschwindigkeit von 1200 km/h abgeworfen werden. Die FAB-9000 verursacht bei der Explosion eine Detonationswelle, die Gebäude herkömmlicher Bauart in einem Radius von 65 bis 75 m komplett zerstört. Im Umkreis von mehreren 100 m treten schwere Schäden an Gebäudestrukturen auf. Bei Menschen kann die Druckwelle auf eine Distanz von bis zu 200 m tödlich wirken. Die Bombensplitter können bis in eine Entfernung von 1 km Verletzungen verursachen. Wird die FAB-9000 mit dem Verzögerungszünder aus großer Höhe abgeworfen, so dringt sie bis zu 12 m in das Erdreich ein, wo sie unter ausgeprägter Kraterbildung detoniert.

## Trägerflugzeuge
Daten aus
- Mjassischtschew M-4 „Molot“ (NATO-Codename „Bison“)
- Tupolew Tu-16 („Badger“)
- Tupolew Tu-22 („Blinder“)
- Tupolew Tu-22M („Backfire“)
- Tupolew Tu-95 („Bear“)

## Einsatz
Während der sowjetischen Intervention in Afghanistan setzte die Sowjetarmee die FAB-9000 gegen Stellungen und Dörfer der Widerstandskämpfer ein. Im Ersten Tschetschenienkrieg setzten die Streitkräfte Russlands die Bombe gegen Ziele in Tschetschenien und Dagestan ein. Während des Ersten Golfkriegs (auch Iran-Irak-Krieg) setzten die irakischen Streitkräfte die FAB-9000 gegen Ziele im Iran ein.